# Geolycosa conspersa
Geolycosa conspersa là một loài nhện trong họ Lycosidae.
Loài này thuộc chi Geolycosa. Geolycosa conspersa được Tord Tamerlan Teodor Thorell miêu tả năm 1877.